# Vacognes-Neuilly
Vacognes-Neuilly – miejscowość i gmina we Francji, w regionie Normandia, w departamencie Calvados.
Według danych na rok 1990 gminę zamieszkiwały 414 osoby, a gęstość zaludnienia wynosiła 52 osoby/km² (wśród 1815 gmin Dolnej Normandii Vacognes-Neuilly plasuje się na 499. miejscu pod względem liczby ludności, natomiast pod względem powierzchni na miejscu 650.).